# Melanophilharmostes endroedyi
Melanophilharmostes endroedyi är en skalbaggsart som beskrevs av Renaud Maurice Adrien Paulian 1968. Melanophilharmostes endroedyi ingår i släktet Melanophilharmostes och familjen Hybosoridae. Inga underarter finns listade i Catalogue of Life.